# جوناثان ساليناس
جوناثان ساليناس (بالإسبانية: Jonathan Salinas)‏ (و. 1990  م) هو دراج فنزويلي، ولد في روبيو.

## التصنيف
| السنة     | 2013 | 2014 | 2015 | 2016 | 2017 | 2018 | 2019 | 2020 | 2021 |
| --------- | ---- | ---- | ---- | ---- | ---- | ---- | ---- | ---- | ---- |
| عالمي     |      |      |      | 2063 | 830  | 1333 | 948  | 973  | 2339 |
| أمريكا    | 143  | 8    | 92   | 374  | 38   | 124  | 118  | 75   | 395  |
|           |      |      |      |      |      |      |      |      |      |
| مصدر: UCI |      |      |      |      |      |      |      |      |      |

## سجل الفوز

### سباقات أو مراحل فاز بها
| التاريخ       | السباق              | المركز                                                                                   |
| ------------- | ------------------- | ---------------------------------------------------------------------------------------- |
| 01 يناير 2015 | فويلتا فنزويلا 2015 | المركز الثالث                                                                            |
| 22 يناير 2017 | فولتا تاشيرا 2017   | الفائز في التصنيف العام، الفائز في ترتيب التسلق                                          |
| 12 أغسطس 2018 | سباق جوادلوب 2018   | الفائز حسب تصنيف المجموعة، الفائز في تصنيف القتال، الفائز في ترتيب النقاط، المركز الثالث |
| 18 يناير 2019 | فولتا تاشيرا 2019   | المركز الثالث                                                                            |
| 24 يوليو 2019 | فويلتا فنزويلا 2019 | المركز الثالث                                                                            |
| 11 أغسطس 2019 | سباق جوادلوب 2019   | الفائز في ترتيب التسلق                                                                   |
| 19 يناير 2020 | فولتا تاشيرا 2020   | الرابع في التصنيف العام، الرابع في تصنيف الجبال، الخامس في تصنيف النقاط                  |
| 24 يناير 2021 | فولتا تاشيرا 2021   | الثامن في التصنيف العام                                                                  |